# Next Generation Air Dominance
Next Generation Air Dominance (NGAD) je americký modernizační program, v rámci kterého je vyvíjen stealth stíhací letoun, který bude nástupcem letounů Lockheed Martin/Boeing F-22 Raptor. NGAD je označován jako první stíhací letoun šesté generace.

## Vývoj
Systém NGAD je vyvíjen jako náhrada stíhacích letounů Lockheed Martin/Boeing F-22 Raptor. Stejně jako F-22 je jeho hlavním úkolem vybojování vzdušné nadvlády, ale oproti F-22 bude schopen i plnění dalších typů misí. Pro Američany je i prostředkem obnovení technologické převahy nad potenciálními protivníky. Tomu má napomoci i uplatnění konceptu Digital Century Series, který má umožnit rychlejší modernizace letounů. Kromě samotného letounu NGAD označuje celou rodinu leteckých systémů a technologií (spolupracující proudové drony, motory, munice, senzory aj.).
Program NGAD probíhá v silném utajení. V roce 2020 média informovala o testování plnorozměrného technologického demonstrátoru NGAD, sloužícího k testování dílčích technologií. Dle informací amerických médií letectvo do roku 2023 testovalo tři letuschopné technologické demonstrátory od tří výrobců. Výběr měl být zúžen na dva výrobce. Vítězný návrh má být vybrán v roce 2024. V létě 2024 však byl vývoj pozastaven mimo jiné kvůli vysokým nákladům. Stroj by měl stát třikrát více než F-35. Rozhodnutí o pokračování programu NGAD tak udělá až Trumpova administrativa.
V polovině roku 2023 bylo oznámeno, že soutěž opustil výrobce Northrop Grumman, což koresponduje informaci o zúžení výběru na výrobce Boeing a Lockheed Martin.
Hloubková revize programu NGAD jednoznačně potvrdila, že jej letectvo potřebuje, aby bylo co nejlépe připraveno na vybojování vzdušné převahy v budoucích bojích s technologicky vyspělými soupeři. Revize potvrdila i přetrvávající význam dosažení vzdušné nadvlády v budoucích konfliktech.
Dne 21. března 2025 bylo oznámeno, že zakázku dostala firma Boeing, jejíž typ označený F-47 má být schopen nasazení před koncem 20. let.